# 文七元結
『文七元結』（ぶんしち もっとい）は、三遊亭圓朝の創作落語で、人情噺のひとつ。登場人物が多く、長い演目であり、情の中におかし味を持たせなくてはならないという理由から、難しい一題とされ、逆に、これができれば一人前ともいわれる。『人情噺文七元結』（にんじょうばなし ぶんしち もっとい）として歌舞伎でも演じられる。
成り立ちは、幕末から明治初期にかけての江戸。薩摩・長州の田舎侍が我が物顔で江戸を闊歩していることが気に食わず、江戸っ子の心意気を誇張して魅せるために作ったとされる。江戸っ子気質が行き過ぎて描写されるのはこのためである。

## 概要
中国で伝承されてきた話をベースに、[三遊亭圓朝（初代）が創作した人情噺の大ネタである。1889年（明治22年）の『やまと新聞』に速記が載っている。
「元結（もとゆい、もっとい）」とは、髷（まげ）の根を結い束ねる紐のことで、「文七元結」は江戸時代中期に考案された、実在する元結である。長くしつらえた紙縒（こより）に布海苔と胡粉を練り合わせた接着剤を数回にわたって塗布し、乾燥させたうえで米の糊を塗って仕上げた元結が「文七元結」であり、「しごき元結」「水引元結」とも称した。「文七元結」の名称は、桜井文七（後述）という人物の考案とも、下野国（栃木県）産の文七紙を材料として用いるからともいわれている。

## 登場人物
登場人物は、落語版、歌舞伎版、また演者によってそれぞれ多少異なるが、以下にあげるものは圓朝の口述による。物語の登場順に大略を記す。
- 長兵衛（左官）
- お兼（長兵衛の妻）
- 藤助（吉原京町の大店「角海老」の番頭）
- 女将（「角海老」の女将）
- お久（長兵衛の娘）
- 文七（白銀町鼈甲問屋、近江屋の奉公人）
- 卯兵衛（近江屋の主人）
- 平助（近江屋の番頭）

「角海老（かどえび）」は「佐野槌（さのづち）」と圓朝が演じた記録もあり、今日では多くの演者が「佐野槌」で演じる。
「近江屋」の所在地は、白銀町とするものと日本橋横山町とするものがある。
終盤、近江屋卯兵衛が祝儀の酒と切手を買い求めてくる酒屋小西は、現存の「あたご小西」ののれん分けとされる。

## あらすじ
江戸は本所達磨横町（現在の東京都墨田区）に住む左官の長兵衛は、腕は立つのだがばくち好きが高じて借金を抱え、その借金を返すためにさらにばくちにのめり込んでいる。年の瀬も押し迫るある日、今日もばくちに負けて身ぐるみ剥がされた長兵衛が賭場から帰ってくると、娘のお久が行方知れずになっている。女房のお兼は、ばくちにのめり込んで家庭を顧みないおまえのせいでお久が家出したのだと長兵衛を責める。夫婦喧嘩をしているところに、普段より世話になっている吉原の女郎屋の大店「角海老」から使いのものが来て、お久は角海老の女将の所に身を寄せていると告げ、長兵衛を角海老に呼ぶ。
角海老の女将は、お久が父の借金を返すために身売りをして金を工面しようとし、女将のところへ頼みに来たことを告げた上で、長兵衛に五十両の金を貸し、お久は自分が預かって身の回りの世話をさせるが、おまえが次の大晦日までにこの金を返せなかったらお久を女郎として店に出すよと告げる。
改心した長兵衛は五十両を懐に入れて帰路につくが、吾妻橋にさしかかると若い男が身投げをしようとしているので慌ててとめる。男は白銀町の鼈甲問屋「近江屋」の奉公人の文七で、さる屋敷へお使いを頼まれて集金した帰りに五十両の大金をすられたので死んで詫びようとしていたのだった。長兵衛がいくら言い聞かせても文七は考えを改めない。とうとう長兵衛は懐の五十両を取り出し、これは娘のお久が「角海老」に身を売って作ってくれた金だと伝え、これでお前の命が助かるのならと五十両を文七に押しつけようとする。文七は何度も断るが、長兵衛は金を文七にたたきつけて逃げるように去ってゆく。
文七はおそるおそる主人卯兵衛の元に帰り、長兵衛からもらった金を集金した金だと偽って五十両の包みを差し出すが、文七がすられたはずの金はなぜか既に主人の手元にある。実は文七は主人の遣いにいった先で囲碁に夢中になって時間を過ごし、慌てて帰る際に売掛金をそっくりそのまま忘れてきてしまったので、使いの者が届けてくれていたのだった。一体どこからまた別の五十両が現れたのかと主人が問いただすと文七は事の顛末をあわてて白状し、お久が預けられている「角海老」の名も番頭にあれこれ問われているうちに思い出す。
翌日、卯兵衛が供の文七に二升の酒と切手を持たせて長兵衛の長屋へとおもむくと、長兵衛と女房のお兼がなくなった金のことで夫婦げんかをしている。卯兵衛は事の次第を説明し、謝罪した上で五十両を長兵衛に返そうとする。長兵衛は「江戸っ子が一度出したものを受け取れるか!」と拒否するが、揉めた挙句にようやく受け取ることにする。卯兵衛は、これを縁に文七を養子にしてほしい、近江屋と親戚付き合いをしてもらいたいと頼み、持ってきた酒と切手を差し出す。さらに肴も受け取ってほしいと表から呼び入れたのは、近江屋が角海老から身請けをして美しく着飾ったお久だった。
文七とお久はやがて夫婦になり、近江屋から暖簾を分けてもらって麹町六丁目に元結の店を開いたという。

## 長兵衛が文七に金を渡す動機
長兵衛が、娘を犠牲にしてまで赤の他人に金を恵むという行動の動機については、演者により様々な解釈がある。6代目三遊亭圓生、5代目古今亭志ん生は娘は傷物になっても死ぬわけではないがお前は死ぬという、見殺しにしては寝覚めが悪いからと嫌々ながらに金をやる。林家たい平や柳家喬太郎もこの流れである。
対して林家彦六（8代目正蔵）や柳家小三治は50両のために主への忠義を通して死のうとする文七に感じ入り、所詮自分には縁のなかった金と諦めて女郎屋に借りた金を返さないと覚悟を決めた上で与えてしまう。金に対する未練がみじんもない点に特徴がある。

## おもな演者
三遊派のネタとして、初代三遊亭圓右、4代目橘家圓喬、5代目三遊亭圓生、6代目三遊亭圓生、林家彦六（8代目林家正蔵）、5代目古今亭志ん生、3代目古今亭志ん朝など歴代の大真打が得意とした。
上方では2代目桂ざこばが演じる。
名演とされるものに6代目三遊亭圓生のものがあり、すべての面で他の手本となるような緻密な演出は今なお評価が高い。8代目正蔵、病後のゆっくりした口調の5代目志ん生も名演といわれる。志ん生は貧乏を知り尽くしたゆえの深い味わいがあると評される。その子志ん朝の噺は特に50両を文七にあたえるまでの長兵衛の心理描写の鮮やかさに定評がある。

## 演者による様々な改作
不自然な部分が多いため、演者によって色々な改作が施されている演目でもある。
3代目古今亭志ん朝は真夜中にお久が一人で本所から吉原まで歩くのは不自然であるとして、大引け（午前2時）過ぎから中引け（午前12時）過ぎに時刻を変えている。
3代目三遊亭圓丈は結末で唐突にお久と文七が結ばれる点を、以前から恋仲であったという伏線を張った上で、2日間にわたる話を大晦日1日の出来事に短縮している。
立川談春は50両もの大金を、どんなに高給な左官職でも年内で返済できる筈がないとして、返済期限を2年に延ばしている。
2024年9月1日に笑福亭鶴瓶のラジオ番組「笑福亭鶴瓶 日曜日のそれ」内で放送されたラジオドラマにおいて、鶴瓶は関西弁で長兵衛を演じている。

## 桜井文七
初代桜井文七は実在人物である。天和3年（1683年）美濃国（岐阜県）に生まれ、元禄年間に信濃国（長野県）飯田に流れてきた紙漉き職人で、水に強く引っ張っても切れない紙紐の製造に成功し、文七元結の名で全国で有名になった、その後江戸で活躍し、宝暦3年（1753年）飯田に戻り、同地の長昌寺に葬られた。江戸で有名な元結屋で、代々「文七」を襲名されていたため圓朝がモデルにしたと伝わる。2010年（平成22年）に長昌寺で奉納落語が行われた。